# 北山伊万里
北山 伊万里（きたやま いまり、1999年6月13日 - ）は、日本の元子役である。
ジョビィキッズプロダクション所属だったが、現在は事務所のプロフィールから削除されており、移籍したか、あるいは休業・引退したものかと思われる。北山向日葵とは双子である。

## 出演

### テレビドラマ
- 下北GLORY DAYS（2006年、テレビ東京） - 蒼井そら（幼少） 役
- 花より男子2（リターンズ）（2007年、TBS） - 美作絵夢 役
- 美少女戦麗舞パンシャーヌ 奥様はスーパーヒロイン! 第12話（2007年、テレビ東京） - 秘書 役

### CM
- マクドナルド ポケモンカレンダー（2008年）
- ひぐらしのなく頃に（島みやえい子）
- 運命の輪（島みやえい子）